# Lozen

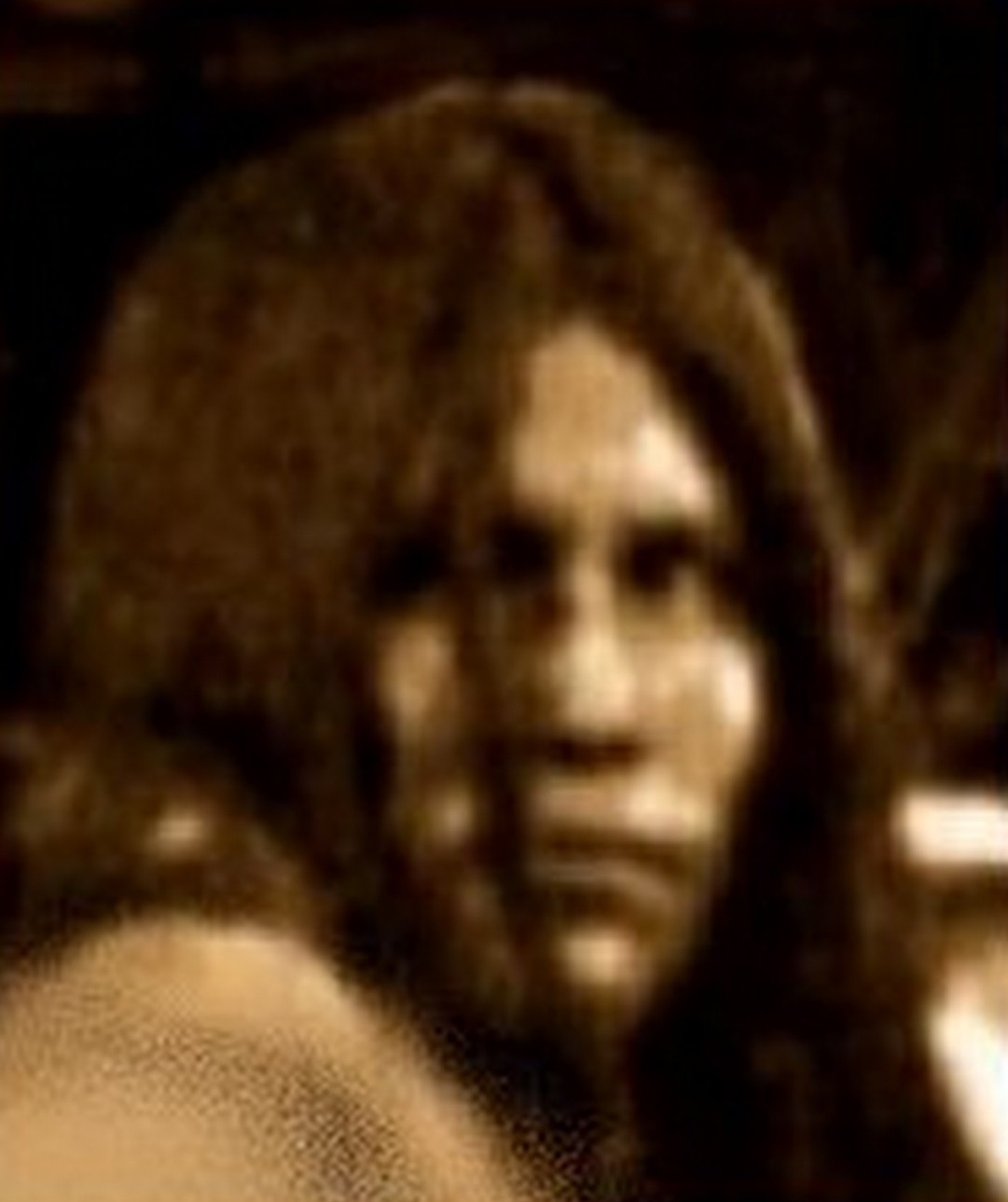
Retrato de Lozen, por volta de 1870.

Lozen (1840 - 1889) foi uma guerreira e profeta dos Apaches Chihenne Chiricahua. Era irmã de Victorio, um chefe proeminente da tribo. Nascida na tribo Chihenne em 1840, Lozen era, de acordo com as lendas, capaz de usar seus poderes numa batalha para aprender os movimentos do inimigo. De acordo com James Kaywaykla, Victorio apresentou-a a Nana (o patriarca da tribo), dizendo: "Lozen é a minha mão direita, forte como um homem, mais corajosa do que a maioria e astuta em estratégia. Lozen é um escudo para seu povo". 

## Campanha de Victorio
Na década de 1870, Victorio foi, com o seu bando de apaches, transferido para as condições deploráveis da Reserva de San Carlos, no Arizona. Ele e os seus seguidores abandonaram a reserva por volta de 1877 e começaram a saquear e invadir as terras dos colonos, sem serem capturados pelos militares. Lozen lutou ao lado de Victorio quando ele e seus seguidores atacaram os americanos que se haviam apropriado da sua terra natal, a oeste dos arredores da Montanha Negra, no Novo México . 
Enquanto a banda fugia das forças americanas, Lozen convenceu as mulheres e as crianças, congeladas de medo, a atravessar o Rio Grande . "Eu vi uma mulher magnífica num cavalo lindo - Lozen, irmã de Victorio . A mulher-guerreira Lozen! ", lembra-se James Kaywaykla, que na altura era criança e cavalgava atrás da avó. "Bem acima de sua cabeça, ela segurava a sua espingarda. Houve um brilho quando o seu pé direito ergueu-se e atingiu o ombro do seu cavalo. Ele recuou e mergulhou na torrente. Ela virou a cabeça dele contra a corrente e ele começou a nadar". 
De imediato, as outras mulheres e as crianças seguiram-na através da corrente do rio. Quando chegaram à outra margem do rio vivas, Lozen foi até a mãe de Kaywaykla, Gouyen, e disse-lhe "Agora o comando é seu, eu tenho de regressar aos guerreiros", que se interpunham entre as suas famílias e a cavalaria que avançava. Lozen conduziu seu cavalo de volta através do rio selvagem e voltou para seus camaradas. 
De acordo com Kaywaykla, "Ela podia cavalgar, atirar e lutar como um homem e acho que tinha mais habilidade para planear estratégias militares do que Victorio." Ele também se recorda de ouvir de Victorio dizer: "Eu dependo de Lozen tanto quanto de Nana" (o idoso patriarca idoso da tribo). 
No final da campanha de Victorio, Lozen deixou o bando para escoltar uma mãe e o seu filho recém-nascido através do deserto de Chihuahuan, do México até à Reserva Apache em Mescalero. Equipada apenas com uma espingarda, um cinto com cartuchos, uma faca e comida para três dias, ela partiu com a mãe e o filho numa jornada perigosa, através do território ocupado pelas forças da cavalaria mexicana e americana. 
Roubou um cavalo da cavalaria mexicana para a mãe, escapando ilesa de uma salva de tiros e o de  um vaqueiro para si, desaparecendo antes que ele pudesse persegui-la. Ela roubou de um soldado: uma sela, uma espingarda,  munições, um cobertor e um cantil, e camisa dele. Finalmente, ela deixou a mãe e o bébé na reserva. 
Lá, soube que Victorio e a maioria de seus guerreiros na Batalha de Três Castillos tinham sido mortos pelas forças mexicanas e por indígenas Tarahumara, sob o comandante mexicano Joaquin Terrazas,  na Batalha de Três Castillos, três colinas rochosas no nordeste de Chihuahua. 

## Fim das Guerras Apache e os últimos anos de Lozen
Sabendo que os sobreviventes precisavam dela, Lozen  deixou imediatamente a Reserva de Mescalero e cavalgou sozinha para sudoeste pelo deserto, sem ser detectada pelas patrulhas militares dos EUA e do México. Encontrou o grupo na Sierra Madre (no noroeste de Chihuahua), sob a liderança do patriarca Nana, de 74 anos. 
Lozen lutou ao lado de Geronimo após este fugir da reserva de San Carlos em 1885, na última campanha das guerras apaches. Com o bando a ser perseguido de forma implacavel, ela usou o seu poder para localizar os seus inimigos - a cavalaria americana e mexicana. De acordo com Alexander B. Adams no seu livro Geronimo, "ela ficava com os braços estendidos, cantava uma prece a Ussen, a divindade suprema dos apaches, e virava-se lentamente".  A oração de Lozen está traduzida no livro de Eve Ball, In the Days of Victorio : 
"Sobre esta terra, Na qual vivemos, Ussen tem o poder, Este poder é meu, Para localizar o inimigo, Eu procuro esse inimigo, Que apenas Ussen, o Grande, Me pode mostrar".
De acordo com Laura Jane Moore, no livro Sifters, Native American Women's Lives, em 1885, Gerónimo e Naiche fugiram da sua reserva com 140 seguidores, entre eles Lozen, após começarem a circular rumores de que os seus líderes seriam presos na Ilha de Alcatraz. Lozen e Dahteste começaram a negociar tratados de paz.  Num deles os líderes apaches ficariam presos por dois anos e depois libertados. Os líderes americanos rejeitaram o tratado de paz e Lozen e Dahteste continuaram as negociações. Os rebeldes apaches acreditavam ter margem de manobra, até lhes ser revelado que todos os Chiricahuas haviam sido presos e enviados para a Flórida. Se eles se quisessem juntar às suas famílias, tinham de seguir para leste. Os guerreiros apaches renderam-se e depuseram as armas. Cinco dias depois, eles estavam num comboio com destino à Flórida. 
Levada sob custódia militar do exército dos EUA, após a rendição final de Gerónimo, Lozen viajou como prisioneira de guerra para Mount Vernon Barracks, no Alabama . Como muitos outros guerreiros apaches presos, ela morreu de tuberculose, no dia 17 de Junho de 1889.   

## Na cultura popular
- Lozen uma das personagens principais do romance The Hebrew Kid and the Apache Maiden, de Robert J. Avrech. [8][11]
- Lozen é uma das mulheres biografadas no livro e na série de animação Destemidas (Les Culottées) da ilustradora Pénélope Bagieu. [12][13]